# Seved Bååth
Seved Bosson Bååth, även Bååt, född 1 januari 1615, död 19 augusti 1669, var en svensk ämbetsman som bland annat var riksskattmästare och hovrättspresident.

## Biografi
Han byggde 1662–1669 Bååtska palatset, Stockholm. Arkitekt var Nicodemus Tessin d.ä. Seved Bååth hade fått tomten i gåva av drottning Kristina, på villkor att det skulle byggas något ståndsmässigt här.
Seved Bååth anlade även år 1667 en trädgård norr om nuvarande Östermalmstorg – "Herr Seved Bååtz Trädgårdh". Den gav upphov till gatunamnet "Seved Bååtsgatan" (eg. "Seved Bååts trädgårdsgata") som fanns kvar fram till år 1864. Gatan utgör idag norra delen av nuvarande Nybrogatan.

### Familj
Bååt gifte sig 13 november 1642 i Stockholm med friherrinnan Magdalena Stenbock (död 1686). Hon var dotter till riksrådet Gustav Stenbock och grevinnan Beata Margareta Brahe. De fick tillsammans barnen Gustaf Bååt (1643–1643), Anna Christina Bååt (1645–1733) som var gift med riksrådet Gustaf Banér, Beata Margareta Bååt (1647–1671) som var gift med landshövdingen Jakob Fleming, Maria Elisabet Bååt (1649–1682) som var gift med presidenten Anders Lilliehöök af Fårdala och vice landshövdingen Carl Gabriel Bååt (1650–1698).